# 撞球室

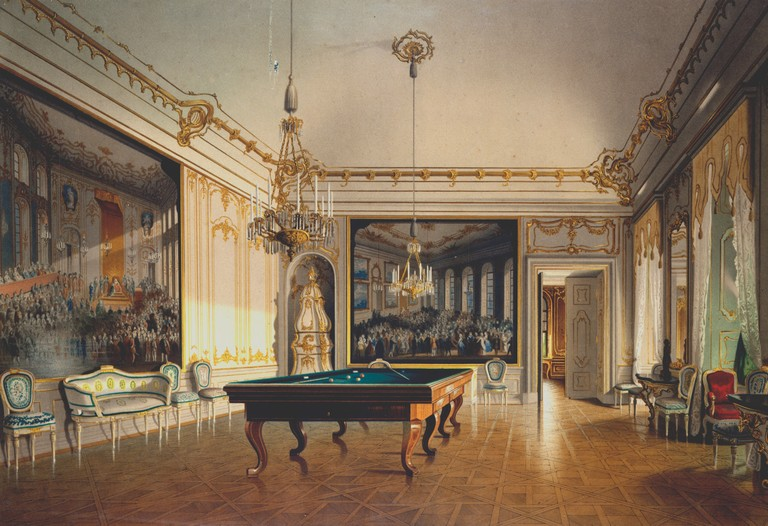
シェーンブルン宮殿の撞球室、1855年/1860年ころ。フランツ・ハインリッヒ (Franz Heinrich) の水彩画に基づくクロモリトグラフ。

撞球室（どうきゅうしつ）は、邸宅や娯楽施設に設けられた撞球台を設置してある部屋。英語では、「ビリヤード（ビリヤーズ）・ルーム (billiard room, billiards room)」のほか、プール・ルーム (pool room)」、「スヌーカー・ルーム (snooker room)」などとも呼ばれる。（「ビリヤード・ルーム」とか「プール・ルーム」といった表現は、一般客向けに撞球台を提供する事業者についても使用されるが、そちらについては撞球場を参照。）
撞球室は、邸宅の中で、公共空間の中心に置かれることもあれば、私的空間に配置されることもある。
撞球室は、適切な照明とゲームに邪魔が生じない余裕のある空間が必要になる。市場では窮屈な場所でも使えるように調整したキュー（突き棒）も流通しているが、撞球台の周囲に5フィートの空間が確保されていることが理想的とされる。
インテリアデザイナーのシャーロット・モスは、「撞球室とは集団力学の同義語である。そこは、飲酒とともにちょっとした友好的競技が始められる場所である...。」と考えている。

## 歴史
ビリヤードの発生は、おそらく14世紀末から15世紀初めにかけての、競技者が芝生の上でボールを棒で打つゲームからの派生であったと考えられる。「プール (pool)」という表現を、室内の台上のゲームの意味で用いた最古の例は、1470年に作成されたフランス国王ルイ11世の資産目録とされている。
フランス革命とナポレオン戦争を経た後、撞球室は18世紀のパリや、その他の都市で、一部の有名なカフェに併設されるようになっていった。
ビリヤード自体は、男女を問わず楽しまれていたが、19世紀のイギリスでは、男性用の建築空間の一部として撞球室が発展を遂げた。こうした男性向けのスイートではどうきゅうしつが、喫煙室や、時には図書室と組み合わされた。こうした男性向けのスイートの事例は、ハリファクス近郊のキャッスル・カー (Castle Carr) に見ることができる。19世紀から20世紀にかけての時期には、撞球室はイギリスの大邸宅に標準的に設けられる設備となっており、『House Beautiful』は、「今どきのイングランドの邸宅所有者たちは、撞球室を設けるものである (Up-to-date owners of English estates have installed billiard rooms...)」と述べていた。19世紀半ばから後半にかけての撞球室の多くは、東洋趣味やムーア風と称されたスタイルでデザインされた。マーク・トウェインのコネチカット州ハートフォードの屋敷の撞球室は、ムーア風に似せたステンシルで装飾されていた。19世紀末から20世紀初頭にかけてが、撞球室が最も盛んだった絶頂期であった。

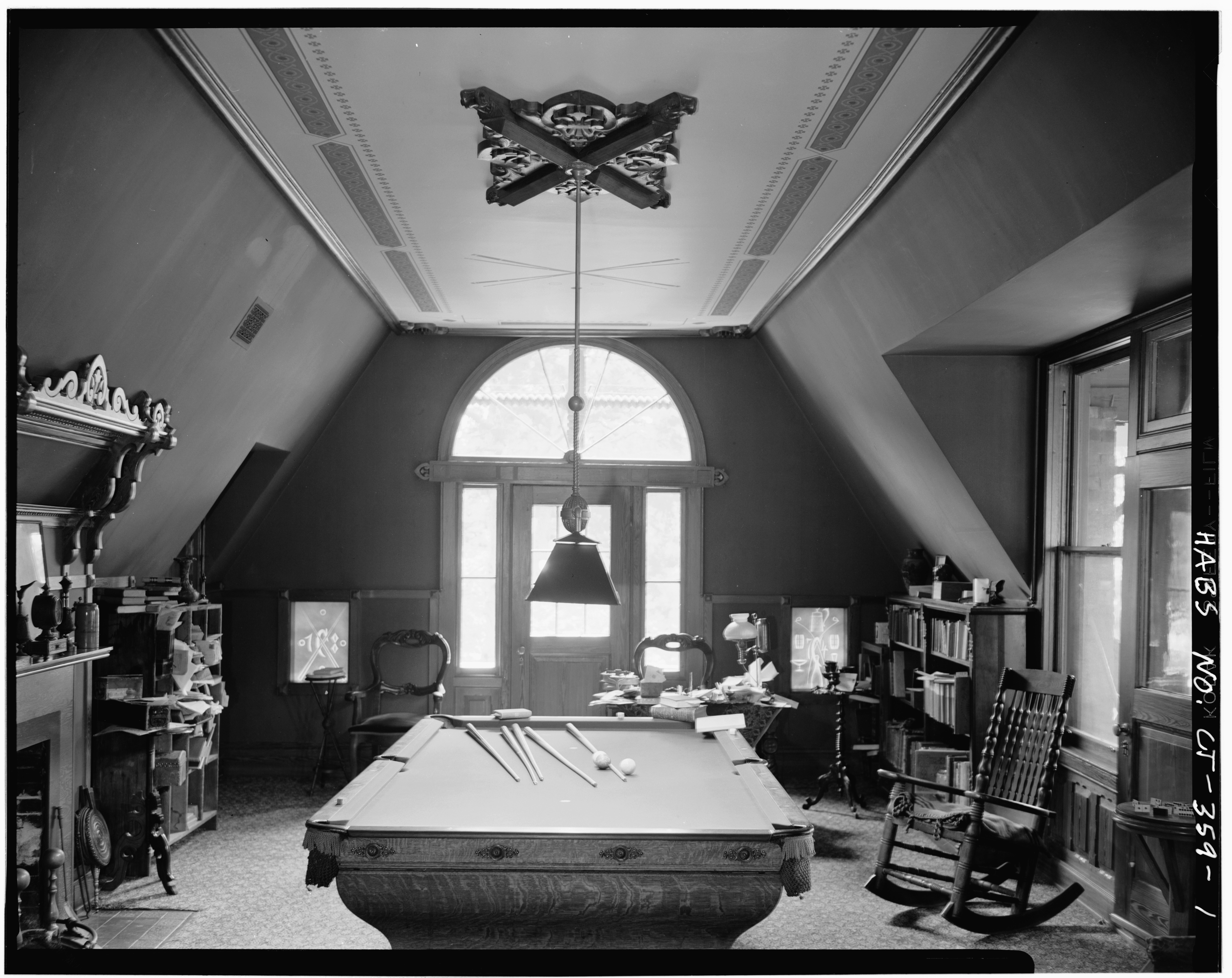
マーク・トウェイン・ハウス（英語版）の撞球室。
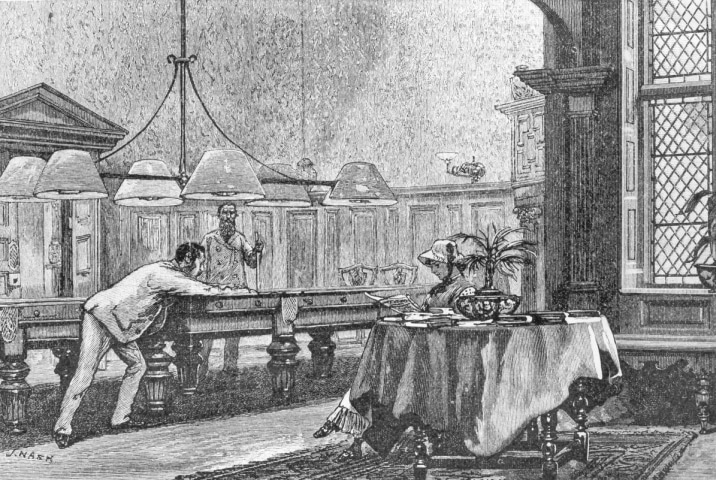
ベッドフォード・パーク（英語版）のクラブ（英語版）のスケッチ、1880年。